# Hrvatski malonogometni kup 2016./17.
Hrvatski malonogometni kup za sezonu 2016./17. Natjecanje je osvojio Nacional iz Zagreba.

## Rezultati

### Kvalifikacije
Regija Istok 
 Regija Jug
 Regija Sjever
 Regija Zapad 

### Osmina završnice
| klub1                      | klub2                 | 1. ut | 2. ut | napomene                                            |
| -------------------------- | --------------------- | ----- | ----- | --------------------------------------------------- |
| Petrinjčica (Petrinja)     | Uspinjača Zagreb      | 3:3   | 6:1   |                                                     |
| Murter                     | Novo Vrijeme Makarska | 1:5   | 5:8   |                                                     |
| Osijek Kelme               | Vrgorac               | 0:1   | 1:4   |                                                     |
| Futsal Dinamo Zagreb       | Kijevo Knin           | 6:3   | 8:1   | Futsal Dinamo administrativno izbačen iz natjecanja |
| Mejaši Split               | Porto Tolero Ploče    | 3:3   | 0:4   |                                                     |
| Hrvatski dragovoljac Split | Split Tommy           | 1:7   | 1:5   |                                                     |
| Vinkovci                   | Square Dubrovnik      | 2:9   | 4:9   |                                                     |
| Našice                     | Nacional Zagreb       | 0:11  | 3:9   |                                                     |

### Završni turnir
Igrano u Makarskoj od 10. do 12. ožujka 2017.
| klub1            | rez.            | klub2                  | napomene                                     |
| četvrtzavršnica  | četvrtzavršnica | četvrtzavršnica        | četvrtzavršnica                              |
| ---------------- | --------------- | ---------------------- | -------------------------------------------- |
| Split Tommy      | 7:0             | Petrinjčica (Petrinja) |                                              |
| Nacional Zagreb  | 4:1             | Vrgorac                |                                              |
| Kijevo Knin      | 2:2 (1:2 pen)   | Porto Tolero Ploče     | Porto Tolero prošao boljim izvođenjem penala |
| Square Dubrovnik | 2:7             | Novo Vrijeme Makarska  |                                              |
|                  |                 |                        |                                              |
| poluzavršnica    |                 |                        |                                              |
| Split Tommy      | 2:0             | Porto Tolero Ploče     |                                              |
| Nacional Zagreb  | 8:2             | Novo Vrijeme Makarska  |                                              |
|                  |                 |                        |                                              |
| završnica        |                 |                        |                                              |
| Split Tommy      | 4:6             | Nacional Zagreb        | [ 5 ]                                        |

## Vanjske poveznice
- crofutsal.com, Hrvatski malonogometni kup